# Marijana Jankovic
Marijana Jankovic (Berane, 7 april 1982) is een Montenegrijns-Deense actrice, scenarioschrijfster en regisseuse. Op haar zevende verhuisde ze met haar ouders naar Denemarken, waar ze in 2006 afstudeerde aan de toneelacademie in Aarhus.

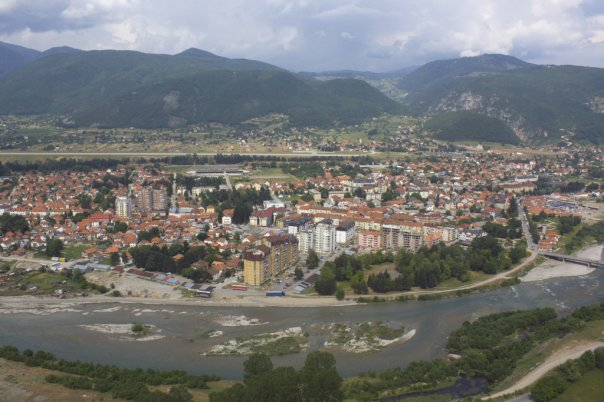
Berane in 2008

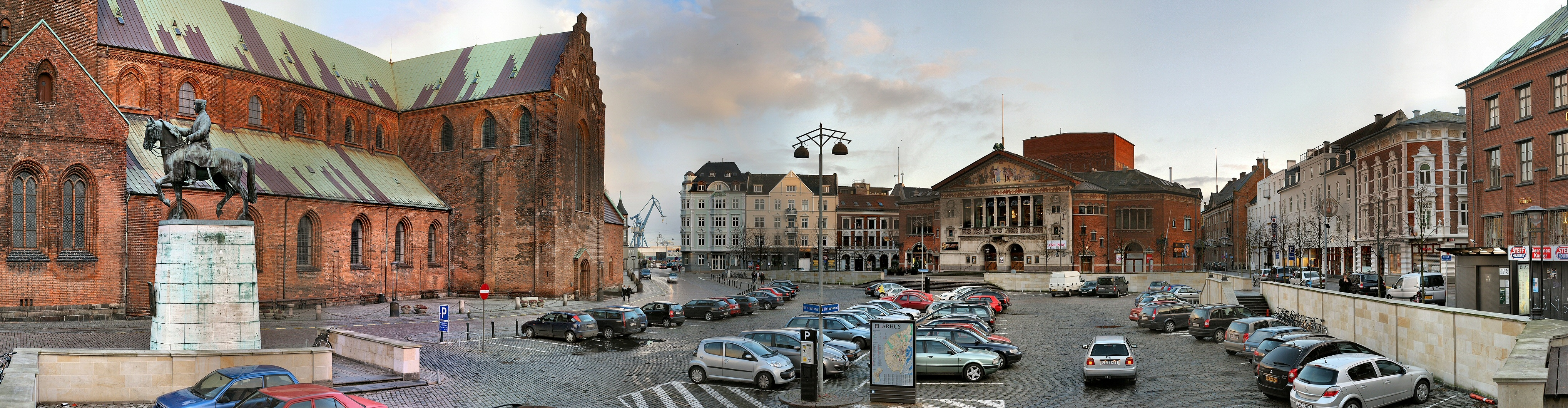
Theater van Aarhus in 2008

## Filmografie (selectie)
| Jaar        | Titel                                             | Rol          | Type productie | Opmerkingen     |
| ----------- | ------------------------------------------------- | ------------ | -------------- | --------------- |
| 2008        | Dansen (Dancers)                                  | Nina         | Film           |                 |
| 2010        | Alting Bliver Godt Igen (Everything Will Be Fine) | Helena       | Film           |                 |
| 2011        | Den som dræber (Those Who Kill)                   | Jalena Savic | Televisieserie | 2 afleveringen  |
| 2013        | Department Q: The Keeper of Lost Causes           | Tereza       | Film           |                 |
| 2013        | Rita                                              | Marie        | Televisieserie | 1 aflevering    |
| 2013        | The Bridge                                        | Stewardess   | Televisieserie | 1 aflevering    |
| 2015        | Lang historie kort                                | Dina         | Film           |                 |
| 2015        | Juleønsket                                        | Gabi         | Televisieserie | 24 afleveringen |
| 2015 - 2017 | Norskov                                           | Claudia      | Televisieserie | 14 afleveringen |
| 2016        | Fuglene over sundet                               | Julie Levy   | Film           |                 |
| 2017        | Aldrig mere i morgen                              | Alice        | Film           |                 |
| 2017        | QEDA                                              | Neli         | Film           |                 |
| 2018        | Maja                                              | Kata         | Korte film     |                 |
| 2019        | Bedrag (Follow The Money)                         | Stine        | Televisieserie | 9 afleveringen  |
| 2019        | Fred til lands (Deliver Us)                       | Anna         | Televisieserie | 8 afleveringen  |
| 2020 - 2021 | Lover                                             | Eva          | Televisieserie | 6 afleveringen  |
| 2022        | Trom                                              | Grenswacht   | Televisieserie | 1 aflevering    |
| 2022        | Dag & Nat                                         | Louise       | Televisieserie | 8 afleveringen  |
| 2022        | Elvira                                            | Zora         | Televisieserie | 6 afleveringen  |

## Onderscheidingen
| Jaar | Titel productie                                   | Prijs                 | Categorie                        | Betrokkenheid                | Resultaat | Bron   |
| ---- | ------------------------------------------------- | --------------------- | -------------------------------- | ---------------------------- | --------- | ------ |
| 2011 | Alting Bliver Godt Igen (Everything Will Be Fine) | Bodil                 | Beste vrouwelijke bijrol         | Actrice                      | Nominatie | [ 5 ]  |
| 2011 | Alting Bliver Godt Igen (Everything Will Be Fine) | Zulu Awards           | Beste vrouwelijke bijrol         | Actrice                      | Nominatie | [ 5 ]  |
| 2016 | Lang historie kort                                | Robert                | Beste vrouwelijke bijrol         | Actrice                      | Nominatie | [ 6 ]  |
| 2017 | Fuglene over sundet                               | Robert                | Beste vrouwelijke bijrol         | Actrice                      | Nominatie | [ 6 ]  |
| 2018 | Norskov                                           | Robert                | Beste vrouwelijke hoofdrol       | Actrice                      | Nominatie | [ 6 ]  |
| 2018 | Aldrig mere i morgen                              | Robert                | Beste vrouwelijke bijrol         | Actrice                      | Nominatie | [ 6 ]  |
| 2018 | QEDA                                              | Robert                | Beste vrouwelijke bijrol         | Actrice                      | Nominatie | [ 6 ]  |
| 2019 | Maja                                              | Robert                | Beste korte fictie-/animatiefilm | Regisseuse Scenarist Actrice | Winnaar   | [ 7 ]  |
| 2019 | Maja                                              | Ekko Shortlist Awards | Beste korte film                 | Regisseuse Scenarist Actrice | Winnaar   | [ 8 ]  |
| 2019 | Maja                                              | Ekko Shortlist Awards | Beste fictie                     | Regisseuse Scenarist Actrice | Winnaar   | [ 8 ]  |
| 2019 | Maja                                              | Ekko Shortlist Awards | Beste scenario                   | Regisseuse Scenarist Actrice | Nominatie | [ 9 ]  |
| 2019 | Maja                                              | Ekko Shortlist Awards | Publieksprijs                    | Regisseuse Scenarist Actrice | Nominatie | [ 9 ]  |
| 2019 | Maja                                              | Tribeca Film Festival | Beste verhalende, korte film     | Regisseuse Scenarist Actrice | Winnaar   | [ 10 ] |
| 2020 | Fred til lands (Deliver Us)                       | Robert                | Beste vrouwelijke bijrol         | Actrice                      | Nominatie | [ 6 ]  |

- Biblioteca Nacional de España: XX5580746
- Gemeinsame Normdatei: 1137329270
- International Standard Name Identifier: 0000 0004 5560 8136
- Virtual International Authority File: 253145857895323020881
- WorldCat: E39PBJfrMXhMPqmxMV8ddwfH4q